# Степан Лиходеев
Степа́н Богда́нович Лиходе́ев — второстепенный персонаж романа «Мастер и Маргарита» Михаила Булгакова. Степан Лиходеев является директором театра Варьете. Данный герой упоминается в романе редко, более детально автор знакомит с ним читателя в главе седьмой «Нехорошая квартира».

## Образ персонажа
При создании персонажа Степана Лиходеева автор использовал контрастное сочетание реального и фантастического. Сам образ руководителя театра правился до самой смерти писателя: до 1929 года в черновиках романа персонаж был Гарасей Педулаевым, после Степаном Бомбеевым. В первой редакции романа персонажа перемещают не в Ялту, а во Владикавказ. В последней версии романа герой стал именоваться Степаном Богдановичем Лиходеевым и был изгнан в Ялту. Эта история перекликается с рассказом «Землетрясение» М. М. Зощенко, в котором персонаж Снопков пьяным заснул на улице накануне землетрясения в Крыму, а после пробуждения не мог понять, где находится, и выглядел комично и сумасшедше.
С самого начала знакомства[стиль] автор романа изображает Степана Лиходеева как безответственного кутящего молодого человека, который просыпается в состоянии сильного похмелья и не только пойти на работу, но и встать с кровати не может.
…Степа разлепил склеенные веки и увидел, что отражается в трюмо в виде человека с торчащими в разные стороны волосами, с опухшей, покрытою черной щетиною физиономией, с заплывшими глазами, в грязной сорочке с воротником и галстуком, в кальсонах и в носках…
Используя определённые детали в описании персонажа: фразеологизм «…сколько мог вытаращил…», метафору «налитые кровью глаза», сравнение с животным — «покрытою чёрной щетиной физиономией», автор низводит его из человеческого общества, демонстрирует «полное неприятие, отрицание автором образа Степы как представителя творческой русской интеллигенции советского периода».
Автор описывает персонажа, всё более усиливая ироничное отношение к нему, делая акцент на интимных частях мужского гардероба, «носки и кальсоны»; затем изображает Воланда, одетого в чёрное и берет, опрятного и статного, что подсознательно вызывает у читателя отвращение к одному и любопытство к другому герою. Противопоставление этих героев также прослеживается и через детали: как пишет Н. В. Данилевская, один отражается «в трюмо, привычном предмете человеческого обихода, Воланд же предстаёт перед Степой и читателями, находясь рядом именно с зеркалом как символом виртуального мира, и выглядит могущественным и загадочным». Также рядом с Воландом данный персонаж упоминается не иначе как Стёпа → по словам Н. В. Данилевской, Булгаков, «называя героя именно так — в контексте произведения стилистически сниженным, даже пренебрежительным вариантом имени… целенаправленно подчеркивает приниженность данного образа и одновременно выражает свою негативную оценку по отношению к нему».
Наказание Лиходеева весомо аргументируют спутники Воланда. Из аргументов Коровьева:
Вообще они в последнее время жутко свинячат. Пьянствуют, вступают в связи с женщинами, используя свое положение… Начальству втирают очки!
.
Кот Бегемот добавляет, что Степан использует казенную машину в личных целях.
Коровьев подчёркивает некомпетентность и безответственность Лиходеева: «…ничего не делают, да и делать ничего не могут, потому что ничего не смыслят в том, что им поручено».
Таким образом, М. А. Булгаков использовал собирательный образ «красного директора», то есть человека, которого партия назначала на руководящую должность, даже несмотря на то, что он ничего в этом деле не смыслил.

## Образ Лиходеева в кинематографе и театре
| Название                          | Страна | Год  | Режиссёр        | В роли Лиходеева            | Примечания                    |
| --------------------------------- | ------ | ---- | --------------- | --------------------------- | ----------------------------- |
| Никогда не отвлекайтесь на работе | СССР   | 1976 | Виталий Фетисов | Олег Табаков                | короткометражный кинофельетон |
| Мастер и Маргарита                | СССР   | 1977 | Юрий Любимов    | Юрий Смирнов Феликс Антипов | спектакль                     |
| Мастер и Маргарита                | Польша | 1988 | Мацей Войтышко  | Ежи Боньчак                 |                               |
| Мастер и Маргарита                | Россия | 1994 | Юрий Кара       | Сергей Никоненко            |                               |
| Мастер и Маргарита                | Россия | 2005 | Владимир Бортко | Александр Панкратов-Чёрный  | телесериал                    |
| Мастер и Маргарита                | Россия | 2024 | Михаил Локшин   | Марат Башаров               |                               |